# Rita Atik
Rita Atik (arabisch غيثة عتيق, DMG Ġaiṯa ʿAtīq; * 22. Oktober 1997 in Casablanca) ist eine marokkanische Tennisspielerin.

## Karriere
Rita Atik begann im Alter von sieben Jahren mit dem Tennissport und bevorzugt Sandplätze. Sie spielt bislang vorrangig auf der ITF Juniors Tour und der ITF Women’s World Tennis Tour, wo sie aber noch keinen Titel gewinnen konnte.
2013 spielte sie ihr erstes Turnier der WTA Tour, als sie eine Wildcard für die Qualifikation zum Grand Prix SAR La Princesse Lalla Meryem erhielt. In der ersten Runde traf sie auf ihre Landsfrau Zaineb El Houari, die sie in zwei Sätzen mit 6:0 und 6:3 besiegte. In der zweiten Runde scheiterte sie dann aber an Estrella Cabeza Candela mit 2:6 und 0:6.
2014 wurde Atik nationale Meisterin der U18 in Marokko. Sie erhielt eine Wildcard für das Hauptfeld im Dameneinzel und zusammen mit Lina Qostal für das Damendoppel des Grand Prix SAR La Princesse Lalla Meryem 2014. Im Einzel scheiterte sie in der ersten Runde an Maryna Zanevska mit 2:6 und 0:6. Im Doppel verlor die Paarung gegen Iryna Burjatschok und Walerija Solowjowa ebenfalls klar mit 1:6 und 2:6. Ende 2014 erreichte Atik mit Platz 759 die beste Platzierung in der Einzel-Weltrangliste.
2015 erhielt sie abermals Wildcards für das Hauptfeld im Dameneinzel und Damendoppel des Grand Prix SAR La Princesse Lalla Meryem. Im Einzel unterlag sie in der ersten Runde María Irigoyen mit 0:6 und 0:6. Im Doppel zusammen mit Zaneb El Houari der topgesetzten Paarung Tímea Babos und Kristina Mladenovic mit 1:6 und 1:6.
2017 trat sie abermals in der Qualifikation zum Grand Prix SAR La Princesse Lalla Meryem an, verlor aber bereits in der ersten Runde gegen Tara Moore mit 1:6 und 0:6.
2019 erhielt sie bis dato letztmals eine Wildcard für die Qualifikation zum Grand Prix SAR La Princesse Lalla Meryem, wo sie Panna Udvardy mit 0:6 und 1:6 unterlag. Bei den Afrikaspielen 2019 gewann sie mit der marokkanischen Mannschaft die Silbermedaille, im Dameneinzel scheiterte sie in der zweiten Runde an der späteren Titelgewinnerin Mayar Sherif mit 2:6 und 1:6.
Von 2016 bis 2019 war sie Mitglied der marokkanischen Fed-Cup-Mannschaft. Sie konnte bei 15 Einsätzen von 21 Matches neun gewinnen und verlor 12, davon erzielte sie sechs Siege im Einzel und drei im Doppel.

## Persönliches
Laut ihren Social Media Profilen ist Atik am Lycée Lyautey Casablanca Maroc zur Schule gegangen, hat an der University of San Francisco studiert und arbeitet inzwischen als Physiotherapeutin.